# Phyllobrostis argillosa
Phyllobrostis argillosa là một loài bướm đêm thuộc họ Lyonetiidae. Loài này được mô tả từ một con đực Kranspoort gần Pretoria. Nó bị đặt nhầm trong Lyonetiidae và thậm chí trong Yponomeutoidea. Loài này có lẽ nên được đặt trong liên họ Tineoidea, có thể trong Tineidae.